# Dead Space
A Dead Space (Holt űr) külső nézetű túlélő-horror játék (horror-TPS). A Visceral Games fejlesztette és adta ki 2008-ban. Európában november 24-én jelent meg PC-re. A játék a Godfather engine-t használja. Megjelent PC-re, PlayStation 3-ra és Xbox 360-ra is.
A játék és folytatásainak háttértörténete sajátos választ ad az elméleti biológiában és csillagászatban Fermi-paradoxonként ismert rejtélyre.

## Előzmények
Valamikor a távoli jövőben a USG Ishimura nevezetű óriási bányászhajóval megszakad minden kapcsolat. Egy jóval kisebb űrhajót küldenek utána, hogy segítsenek a bányászhajó legénységének kijavítani az esetleges problémákat. A szervizhajón van Isaac Clarke mérnök, Kendra Daniels számítógép-specialista, Zach Hammond hajókapitány, továbbá két pilóta.

## Történet
Isaac nagyon várja a találkozást a bányászhajóval, ugyanis a hajón van barátnője, Nicole Brennan orvos. Amikor megpillantják a hajót, az teljesen sötét, nincs kivilágítva. Hívják a hajót, de az nem válaszol. A csapat bekapcsolja az automatikus landolórendszert, de majdnem lezuhannak, mert a USG Ishimura leszállórendszere nem működik. Leszállás után megállapítják, hogy a hajó üres, elhagyatott. Ám egyszer csak nyálkás idegenek végeznek a két pilótával, azonban Isaacnek, Kendranak és Zachnek sikerül elmenekülnie. Közben egyetlen menekülő járművük használhatatlan lesz, így a csapat egyetlen választása, hogy életet lehelnek a roncsba, ám ezt egy csapatnyi idegen mutáns akadályozza.
|  | Alább a cselekmény részletei következnek! |

## Szereplők

### Főbb szereplők
- Isaac Clarke: mérnök, főhős
- Kendra Daniels: számítógép-specialista, meghal a 12. fejezetben
- Zach Hammond: hajókapitány, meghal a 9. fejezetben
- Nicole Brennan: orvos
- Dr. Terrence Kyne: orvos, meghal a 11. fejezetben
- Johnston és Chen: pilóták, meghalnak az 1. fejezetben

|  | Itt a vége a cselekmény részletezésének! |

## Játékmenet
A játék egy TPS (Third Person Shooter), azaz külső nézetű. Alap kameraállásban a főszereplőt, Isaacet jobb oldalról, hátulról látjuk. Ilyen fajta irányítás ritka a túlélő-horror kategóriában. Hasonló irányítású játék a Batman: Arkham Asylum.
Szokatlan továbbá a HUD is (játékadatokat tartalmazó kijelző, például lőszer, életerő). Nem a képernyő jobb vagy bal alsó sarkában van például az életerő, a lőszer stb, ezen adatokat ehelyett Isaac speciális ruhájáról, az EIK-ről lehet leolvasni. A hátán lévő csík jelzi az életerőt, a rendelkezésre álló lőszert pedig maga a fegyver vetíti elénk egy hologram formájában.
A játékban kevésbé fegyvereket, sokkal inkább egy bányászhajóra jellemző "szerszámokat" állíthatunk szolgálatunkba. A játékmenetben gyakran találunk lőszert, de ilyet boltokban is vehetünk, amelyek szerte-szét vannak elszórva a hajó fedélzetén.
Az ellenfelek likvidálásánál sem a hagyományos test- illetve fejlövés a hatásos, hanem a végtagjaiktól kell megfosztani az olykor különösen agresszív létformákat.
A történet folyamán gyakran kerülünk nullagravitációs környezetbe, ahol az EIK ruha csizmái a felület megfelelő részéhez rögzítenek bennünket, azonban az aktuális padlózatot "nullgravitációs ugrásokkal" módosíthatjuk. Ki is kerülhetünk a világűrbe, de akár a hajóban is megszűnhet az oxigén-ellátás. Ekkor egy kis oxigén-utánpótlást kapunk az EIK-től, de ez nem hosszú életű.
Ruhánkat és fegyvereinket a játék során különböző irányokba fejleszthetjük.
A játék egyáltalán nem lineáris, a USG Ishimura fedélzete eléggé labirintus-szerű. Hogy el ne tévedjünk, használhatunk térképet.
A cél, hogy élve kijussunk a hajóról és közben megtudjuk, hogy mi is történt ott.

## Fegyverek
A játékban főleg egy bányászhajóra jellemző szerszámokat használhatunk fegyverként az idegenek ellen, bár megszerezhető néhány gyalogsági puska is. Minden fegyvernek van egy alternatív tüzelési módja is. A fegyverek tulajdonságai (töltési idő, sebzési erősség, hatótávolság, tárkapacitás) a játék folyamán fejleszthetőek.
- 211-V Plasma Cutter: Plazmavágó
  - Tüzelés: Függőleges irányú lézer
  - Alternatív tüzelés: Vízszintes irányú lézer
- IM-822 Handheld Ore Cutter Line Gun: Ívfegyver
  - Tüzelés: Vízszintes irányú, nagy szélességű ívelt lézer
  - Alternatív tüzelés: A célfelületre kilőtt, késleltetett ívbomba
- SWS Motorized Pulse Rifle: Impulzuskarabély
  - Tüzelés: Kis méretű pulzuslövedékek, nagy pontossággal és tűzgyorsasággal
  - Alternatív tüzelés: Körkörös tüzelés nagy tűzgyorsasággal és -erővel.
- RC-DS Remote Control Disc Ripper: Belező
  - Tüzelés: Körfűrész forgatása
  - Alternatív tüzelés: Lövés a körfűrésszel
- C99 Supercollider Contact Beam: Energianyaláb
  - Tüzelés: Egyetlen energianyaláb kilövése a cél felé
  - Alternatív tüzelés: 360°-os energiasugár a láb körül
- Handheld Graviton Accelerator: Hullámfegyver
  - Tüzelés: Nagy szórású, kis hatótávolságú kinetikus hullámsorozat vetése
  - Alternatív tüzelés: Közelségi gránát kilövése
- PFM-100 Hydrogen Torch Flamethrower: Lángszóró
  - Tüzelés: Szűk szórású, kis hatótávú tűz létrehozása
  - Alternatív tüzelés: Napalmlövedék kilövése, hosszú időn át tartó pusztító/égető hatással

A játékban továbbá használható a páncél két modulja, amelyek segítik az előrejutást. Ezek ugyan nem számítanak fegyvernek, de használhatók a nekromorfok elpusztítására.
- Stasis Module: Sztázismodul

Néhány másodperc erejéig sztázisba helyez tárgyakat, élőlényeket. Néhány használat után lemerül, ilyenkor újra kell tölteni a fellelhető cellákkal vagy a fali panelekkel. A hatóidő és az energiatartalékai fejleszthetőek.
- Kinesis Module: Kinézis modul

A modul egy nullagravitációs teret von a céltárgy köré, így a legnehezebb tárgyak is mozgathatóak vele a levegőben. Korlátlan ideig használható, viszont korlátozza a mozgást. A hatótávolsága fejleszthető.

## EIK ruha
Az EIK ruha egy speciális mérnök ruha, sisakkal. A ruha a teljes testet befedi. A ruha képes oxigént tárolni néhány percig a viselője számára, továbbá energiát a Sztázis modulnak. A ruha hátán található csík kijelzi viselője életerejét, valamint a Sztázis modul akkumulátorának töltöttségi szintjét, illetve az oxigén tankban lévő felhasználható levegőt másodpercben. Ezen kívül a ruha gravitációs csizmákkal van ellátva, így nullagravitációs térben viselője nem tehetetlenül lebeg, hanem egy bizonyos síkhoz van rögzítve.
A ruhát fejleszteni lehet, méghozzá kétféleképpen. Az első mód erre az, hogy a játékban található energiagócokkal növeljük az oxigéntároló méretét vagy az életerőt. A másik mód, hogy a boltban megvásárolt új ruhát használjuk. Az új ruhák értelemszerűen jobb páncélzattal rendelkeznek a lecseréltnél.
A ruha menüje négy módú.
- Kelléktár: Itt megnézhetjük, hogy milyen tárgyak vagy fegyverek vannak nálunk, áttekinthetjük a ruha állapotát, a megszámlálhatjuk a pénzünket vagy az energiagócaink számát.
- Térkép: A térkép segítségével megtekinthetjük, hogy hol vagyunk a hajón. A térkép kijelzi az útvonalat, valamint az objektumokat is. Forgatható és nagyítható.
- Feladatlista: Ezen listán megtalálhatjuk a feladataink és teendőink, céljaink listáját.
- Adatbázis: Az adatbázisban megtekinthetjük a pályákon talált videóüzeneteket és szöveges feljegyzéseket, meghallgathatjuk a hangüzeneteket.

## Objektumok
A játékban több objektum segíti előrejutásunkat, amelyek a pályán elszórva találhatóak meg.
- Mentési panel: A játék állását bizonyos helyeken megtalálható mentési panelekre menthetjük. A konzolon húsz mentésnek van elég hely.
- Újratöltő állomások: A játékban bizonyos dolgokat újra kell tölteni. Ezt az ilyen állomásokon lehet megtenni. Az állomásoknak két típusa van: oxigén- és sztázisújratöltő. Az állomások végtelenszer használhatóak, de két használat között várni kell egy keveset.
- Bolt: Boltok az egész hajón találhatóak. A boltokban vehetünk lőszert a fegyverekhez, kézi oxigén-, életerő- és sztázisújratöltő modulokat, új ruhát, új fegyvert (új fegyver vásárlásához előbb meg kell találni a fegyver tervrajzát a játékban) és energiagócokat. A vásárlás után a megvett tárgy automatikusan hozzánk kerül. A boltban el is adhatjuk tárgyainkat pénzért cserébe. A bolton belül elérhető továbbá egy széf. A széfbe betehetjük és kivehetjük a nálunk lévő tárgyakat teljesen ingyen, ha azok már nem férnek el a ruhán.
- Munkapad: A munkapadon javíthatunk ruhánk és fegyvereink tulajdonságain energiagócokkal. Áramköröket egészíthetünk ki gócokkal. Lehetséges, hogy (például) a kapacitás megnövelése előtt "csak úgy" be kell helyezzünk gócokat, amik nem javítanak semmin, hogy elérhető legyen a kapacitás növelése. A fegyvereknél a kapacitás, a sebzés és az újratöltés sebessége; a ruhánál az oxigén- és az életerőkapacitás növelhető.

## Idegenek
A játékban az ellenfeleket többnyire a nekromorfok jelentik, egy idegen faj, amelynek derékhadát emberi holttestekből átalakult, zombiszerűvé mutálódott harcosok serege alkotja - bár nem kizárólag ilyen nekromorfok léteznek, rengeteg fajtájuk van. Van, amelyik repülni tud, más szúr, a harmadik példány savat köp. Az idegenek megölésének leghatékonyabb módja a testrészek levágása, majd a tehetetlenné vált lénytől különféle módon való végleges megszabadulás. Ezen kívül harcolhatunk ellenük ütéssel és taposással is. Az idegenek néhol egymagukban, néhol hordában rontanak ránk, így a legjobb, ha mindig óvatosan és mégis gyorsan mozgunk előre.
A nekromorfok leküzdéséhez használhatunk különböző kombinációkat, például a támadó "falka" két tagját lelassítjuk a Sztázis modullal, a többivel gránáttal végzünk, majd a lelassultakat egyesével győzzük le.
A legtöbb idegen megölése után (hiszen többnyire emberek voltak) találunk valami jutalmat, például lőszert, pénzt, orvosi csomagokat, vagy egy-egy céltárgyat.
- Brute
- Crawler
- Cryst
- Divider
- Drag Tentacle
- Exploder
- Flyer
- Flytrap
- Grabber
- Guardian
- Infector
- Leaper
- Lurker
- Pack
- Pregnant
- Puker
- Slasher
- Stalker
- Swarmer
- Twitcher
- Wheezer